# Seyrighoplites pictifrons
Seyrighoplites pictifrons är en stekelart som beskrevs av Heinrich 1968. Seyrighoplites pictifrons ingår i släktet Seyrighoplites och familjen brokparasitsteklar. Utöver nominatformen finns också underarten S. p. dispersus.